# Ildo Maneiro
Ildo Enrique Maneiro Ghezzi (Mercedes, Soriano, 4 de agosto de 1947) es un exfutbolista y entrenador uruguayo. Con el Club Nacional de Football de Uruguay fue campeón de la Copa Libertadores y la Copa Intercontinental en 1971.

## Selección nacional
Fue internacional con la Selección de fútbol de Uruguay en 33 ocasiones.

### Participaciones en Copas del Mundo
| Mundial                        | Sede   | Resultado | Partidos | Goles |
| ------------------------------ | ------ | --------- | -------- | ----- |
| Copa Mundial de Fútbol de 1970 | México | 4° puesto | 6        | 1     |

### Participaciones en Copa América
| Copa              | Sede          | Resultado    | Partidos | Goles |
| ----------------- | ------------- | ------------ | -------- | ----- |
| Copa América 1979 | Sin sede fija | Primera fase | 2        | 0     |

## Clubes

### Como futbolista
| Club              | País    | Año         |
| ----------------- | ------- | ----------- |
| Nacional          | Uruguay | 1965 - 1973 |
| Olympique de Lyon | Francia | 1973 - 1976 |
| Peñarol           | Uruguay | 1976 - 1979 |
| Progreso          | Uruguay | 1980        |

### Como entrenador
| Club                 | País       | Año         |
| -------------------- | ---------- | ----------- |
| Danubio              | Uruguay    | 1988        |
| Real Zaragoza        | España     | 1990 - 1991 |
| Colón                | Argentina  | 1993 - 1994 |
| Selección de Uruguay | Uruguay    | 1993 - 1994 |
| Herediano            | Costa Rica | 2003 - 2004 |
| Progreso             | Uruguay    | 2004 - 2006 |
| Bella Vista          | Uruguay    | 2006 - 2008 |

## Palmarés

### Como futbolista

#### Campeonatos nacionales
| Título              | Club     | País    | Año  |
| ------------------- | -------- | ------- | ---- |
| Campeonato Uruguayo | Nacional | Uruguay | 1966 |
| Campeonato Uruguayo | Nacional | Uruguay | 1969 |
| Campeonato Uruguayo | Nacional | Uruguay | 1970 |
| Campeonato Uruguayo | Nacional | Uruguay | 1971 |
| Campeonato Uruguayo | Nacional | Uruguay | 1972 |
| Campeonato Uruguayo | Peñarol  | Uruguay | 1978 |
| Campeonato Uruguayo | Peñarol  | Uruguay | 1979 |

#### Torneos internacionales
| Título                | Club     | País    | Año  |
| --------------------- | -------- | ------- | ---- |
| Copa Libertadores     | Nacional | Uruguay | 1971 |
| Copa Intercontinental | Nacional | Uruguay | 1971 |
| Copa Interamericana   | Nacional | Uruguay | 1972 |

### Como entrenador

#### Campeonatos nacionales
| Título                      | Club    | País    | Año  |
| --------------------------- | ------- | ------- | ---- |
| Primera División de Uruguay | Danubio | Uruguay | 1988 |